# ایمپریو کرچونه
ایمپریو کرچونه (انگلیسی: Imperio Carcione؛ زادهٔ ۴ مارس ۱۹۸۲) بازیکن فوتبال اهل ایتالیا است.
از باشگاه‌هایی که در آن بازی کرده‌است می‌توان به باشگاه فوتبال سالرنیتانا، باشگاه فوتبال پروجا، و باشگاه فوتبال بنونتو اشاره کرد.